# 해피 서머 웨딩
해피 서머 웨딩(ハッピーサマーウェディング, Happy Summer Wedding)은 2000년 5월 17일에 발매된 모닝구무스메의 아홉 번째 싱글이다.

## 개요
- 4기 멤버 (이시카와 리카, 요시자와 히토미, 쯔지 노조미, 카고 아이) 첫 참가 (코러스) 싱글이며, 이치이 사야카의 마지막 싱글이다.

- 모닝구무스메 싱글 사상 처음 12cm반으로 발매된 곡이다.

- 초회한정반과 통상반 등 2가지이며, 초회한정반에는 8p의 북클릿이 봉입되어 있다.

- 초여름 발매이며, 제목에 ‘서머’가 붙지만, 가사 중에 ‘여름’에 관련 된 가사는 없다.

- 오리콘 집계에서는 밀리언에 육박하는 매출을 기록하였고, 일본 레코드 협회 집계에서는 밀리언 셀러로 인정받았다.[1]

- 간주 중 내레이션이 처음 들어간 싱글이다. 내레이션은 나카자와 유코가 담당하였으며, 나카자와 유코 졸업 후에는 이 노래를 부르는 시기의 리더가 담당한다.

## 수록곡
1. ハッピーサマーウェディング
작사, 작곡 : 층쿠 / 편곡 : 댄스☆맨 / 혼 어렌지 : 가와마쓰 히사요시[2]
2. 通学列車
작사, 작곡 : 층쿠 / 편곡 : AKIRA
3. ハッピーサマーウェディング (Instrumental)

## 참여 뮤지션
※괄호는 트랙 번호
- 댄스☆맨 & THE BAND☆MAN (1)
  - HYU HYU - 드럼
  - TOCA - 베이스 기타
  - JUMP MAN - 기타
  - BOMB - 기타
  - WATA-BOO - 키보드
  - STAGE CHAKKA MAN - 퍼커션
  - D.J.ICHIRO - 턴테이블
- HORNS MAN BROTHERS - 혼 섹션 (1)
  - 사와노 노부요시 - 트럼펫
  - 다나카 데쓰야 - 트럼펫
  - 가와마쓰 히사요시 - 트럼본
  - 야마나카 시게타카 - 색소폰
- AKIRA - 전 악기 (2)

## 차트
- 밀리언 (일본 레코드 협회)
- 주간최고순위 1위 (오리콘 차트)
- 2000년도 연간순위 1위 (오리콘 차트)